# Гарри + Макс
«Гарри + Макс», или «Гарри и Макс» (англ. Harry + Max / Harry and Max) — американский драматический фильм 2004 года режиссёра Кристофера Мюнха.

## Сюжет
Действие фильма происходит на протяжении нескольких дней. В центре его сюжета история двух родных братьев, 23-летнего Гарри и 16-летнего Макса. Оба посвятили себя музыке: старший является членом бойз-бэнда и его карьера уже заканчивается, Макс же ещё только начинает и кажется, что его ожидает триумф. Гарри считает себя гетеросексуалом, в то время как Макс — гей, и несмотря на свою молодость, очень страдает от этого. Поддерживают кровосмесительные отношения.

## В ролях
| Актёр          | Роль           |
| -------------- | -------------- |
| Брайс Джонсон  | Гарри          |
| Марк Л. Янг    | Гарри в 15 лет |
| Коул Уильямс   | Макс           |
| Макс Пишионери | Макс в 9 лет   |
| Мишель Филлипс | мать братьев   |

## Фестивальные показы, номинации и награды
Фильм участвовал в основной конкурсной программе кинофестиваля «Сандэнс» 2004 года, претендуя на главный приз его жюри для драматических фильмов.
Кроме того, в том же году фильм показывался на 22-м ЛГБТ-кинофестивале «Аутфест».